# Rizō Takeuchi
Rizō Takeuchi (竹内 理三, Takeuchi Rizō, 20 décembre 1907 – 2 mars 1997) est un historien japonais. Il est surtout connu pour son travail sur des documents historiques se rapportant à l'antiquité et à la période médiévale de l'histoire du Japon.

## Biographie
Né dans la préfecture d'Aichi le 20 décembre 1907, Takeuchi est diplômé de l'université impériale de Tōkyō en 1930 où il étudie l'histoire du Japon,.

## Carrière
Une fois diplômé, il commence à travailler à l'Institut historiographique de l'université de Tokyo, dont il devient finalement directeur en 1965,.
Il enseigne à l'université de Kyūshū, à l'institut historiographique de l'université de Tokyo et à l'université Waseda.
Les travaux de Takeuchi portent sur les systèmes économiques des temples, les shōen de l'époque de Heian et sur l'histoire politique de l'État de Ritsuryō
Au cours de sa carrière, Takeuchi a reçu plusieurs prix pour ses nombreuses contributions à la recherche:
- Prix Asahi, 1957
- Purple Medal Ribbon, 1969
- Ordre du Soleil levant, 1978
- Personne de mérite culturel, 1988
- Ordre de la Culture in 1996

## Principaux ouvrages
- Nihon Jōdai Jiin Keizai-shi no Kenkyū, 1934
- Jiryō Shōen no Kenkyū, 1942
- Ritsuryōsei to Kizoku Seiken

Sa collection complète de documents historiques couvrant les trois période historiques japonaises est particulièrement importante :
- Nara Ibun, deux volumes, 1943-1944
- Heian Ibun, seize volumes, 1947-1980
- Kamakura Ibun, quarante-six volumes, 1971-1995

## Sources
- (ja) Encyclopædia Britannica, Encyclopædia Britannica, Inc., 2007
- (ja) Nihon Rekishi Daijiten, 2, Shogakukan, 2000-2001, 1185 p. (ISBN 978-4-09-523002-3 et 4-09-523002-9)

## Source de la traduction
- (en) Cet article est partiellement ou en totalité issu de l’article de Wikipédia en anglais intitulé « Takeuchi Rizō » (voir la liste des auteurs).